# エンリケ・ロメロ
エンリケ・フェルナンデス・ロメロ（Enrique Fernández Romero, 1971年6月23日 - ）は、スペイン・アンダルシア州ヘレス・デ・ラ・フロンテーラ出身の元同国代表サッカー選手。ポジションはDF。

## 経歴

### クラブ
1991-92シーズンに地元のCDログロニェスでデビューした。1992-93シーズンと合わせて2シーズンで3試合の出場だったが、1993-94シーズンは29試合に出場した。1994年にバレンシアCFに移籍し、3シーズンで91試合に出場した。1997-98シーズンに在籍したRCDマジョルカではスーペルコパ・デ・エスパーニャを獲得した。
1998年に27歳でデポルティーボ・ラ・コルーニャに移籍した。1999-2000シーズンにはリーガ・エスパニョーラとスーペルコパ・デ・エスパーニャの2冠を、2001-02シーズンにはコパ・デル・レイとスーペルコパ・デ・エスパーニャの2冠を達成した。攻撃的左サイドバックとして、UEFAチャンピオンズリーグで50試合に出場した。2004年3月9日のユヴェントス戦はインフルエンザのため欠場した。2004年9月28日のASモナコ戦の2日前には自転車から落ちて負傷して試合を欠場するなど、大事な試合をたびたび欠場している。台頭したジョアン・カプデビラに押し出されるように2006年にレアル・ベティスに移籍し、1シーズンプレーした後に2007年に36歳で現役引退した。

### 代表
2000年2月23日のクロアチア戦でスペイン代表デビューした。2002年の日韓W杯では3試合に出場した。

## 代表歴

### 出場大会
- スペイン代表
  - 2002 FIFAワールドカップ

### 試合数
- 国際Aマッチ 10試合 0得点（2000年-2004年）[3]

| スペイン代表 | 国際Aマッチ | 国際Aマッチ |
| 年           | 出場        | 得点        |
| ------------ | ----------- | ----------- |
| 2000         | 1           | 0           |
| 2001         | 2           | 0           |
| 2002         | 3           | 0           |
| 2003         | 1           | 0           |
| 2004         | 3           | 0           |
| 通算         | 10          | 0           |

## タイトル
デポルティーボ・ラ・コルーニャ
- ラ・リーガ : 1回 (1999-00)
- コパ・デル・レイ : 1回 (2001-02)
- スーペルコパ・デ・エスパーニャ : 2回 (2000, 2002)